# جون ويزلي هارت
جون ويزلي هارت (بالإنجليزية: John Wesley Hardt) هو مؤرخ وقسيس أمريكي، ولد في 14 يوليو 1921، وتوفي في 18 يونيو 2017.